# Celia Topp
Celia Topp (Londres, 1915 -  Palma de Mallorca, 1992) fue una arqueóloga británica que desarrolló gran parte de su labor investigadora en España.

## Trayectoria
Su nombre de soltera era Hamson, nació en Londres en una familia establecida durante generaciones en Oriente Medio. Se crio en Estambul (Turquía), donde su padre fue vicecónsul británico hasta el año 1922. El 1936, se casó con Robin Topp, oficial de la Marina Real británica. Los diferentes lugares en los que fue destinado su marido hicieron que vivieran en lugares como Malta, Irlanda o Gibraltar, hasta que finalmente se estableció en la isla española de Ibiza.
Tras la Segunda Guerra Mundial, vivieron en Dorset (Inglaterra) donde reinició sus estudios hasta licenciarse en la Sorbona. Inició su actividad arqueológica en Irlanda, donde excavó un dolmen. Entre los años 1949 y 1950, residió en Malta, donde se interesó por la cultura de los templos y la cultura megalítica.
De 1953 a 1956, volvió a Londres, donde se licenció en el Instituto de Arqueología de la Universidad de Londres y conoció al arqueólogo y filólogo australiano Vere Gordon Childe, uno de los grandes arqueólogos de la época con el que comenzó a escribir su tesis doctoral.

### Excavaciones en España
En 1956, se trasladó a Gibraltar, donde comenzó a participar en las excavaciones de Los Millares (Almería) y Vila Nova de San Pedro (Portugal). En ese mismo año, fundó la Sociedad Arqueológica de Gibraltar organizando visitas a los yacimientos locales y también de Andalucía, además de dar conferencias y programas radiofónicos. A comienzos de la década de los 60, tras jubilarse su esposo, se establecieron en Ibiza.
En 1972, su esposo murió de un infarto y, unos años más tarde, en 1975, Topp comenzó a excavar en Formentera el primer yacimiento prehistórico de las islas Baleares. Ésta fue una importante iniciativa porque, en aquellos momentos, la prehistoria de las Islas Pitiusas solo estaba atestiguada por el hallazgo, desde comienzos del siglo XX, de diversos objetos metálicos, en particular hachas de bronce.
Topp realizó excavaciones en un proyecto del Museo Arqueológico de Ibiza y Formentera junto a otros arqueólogos, en el sepulcro megalítico de Ca Na Costa en Formentera, buscando restos precartaginenses, añadiendo unos 1.500 años a la prehistoria de las Islas Pitiusas. En Formentera, realizó excavaciones en Can Blai, en un castellum romano aunque no era su especialidad, en el poblado de Cap de Berbería y en Ibiza el poblado de Can Sargent y la alquería islámica de Sa Penya Esberrada.
Los últimos años de su vida se vinculó también con la arqueología de Menorca, participando en diversas excavaciones como la de So Na Caçana y publicando artículos. Se afincó en la población de San Carlos de Peralta donde daba clases gratuitas de inglés a los niños del pueblo.

## Obra
- 1950 – Pre-historic Malta and Gozo. Progress Press.[7]
- 1985 – El jarrito picudo cicládico supuestamente hallado en Menorca.[8]